# 吕克塞 (朗德省)
吕克塞（法語：Luxey，法語發音：[lyksɛ]）是法国朗德省的一个市镇，属于蒙德马桑区。

## 地理
吕克塞（44°15'48"N, 0°31'11"W）面积160.07 平方千米，位于法国新阿基坦大区朗德省，该省份为法国西南部沿海省份，是法國本土面积第二大的省，北起吉倫特省，西临大西洋，南至大西洋比利牛斯省，东临热尔省，东北与洛特-加龍省接壤。
与吕克塞接壤的市镇（或旧市镇、城区）包括：拉布里特、朗库阿克、萨布尔、勒桑、索尔、特朗萨克、吕克莫。

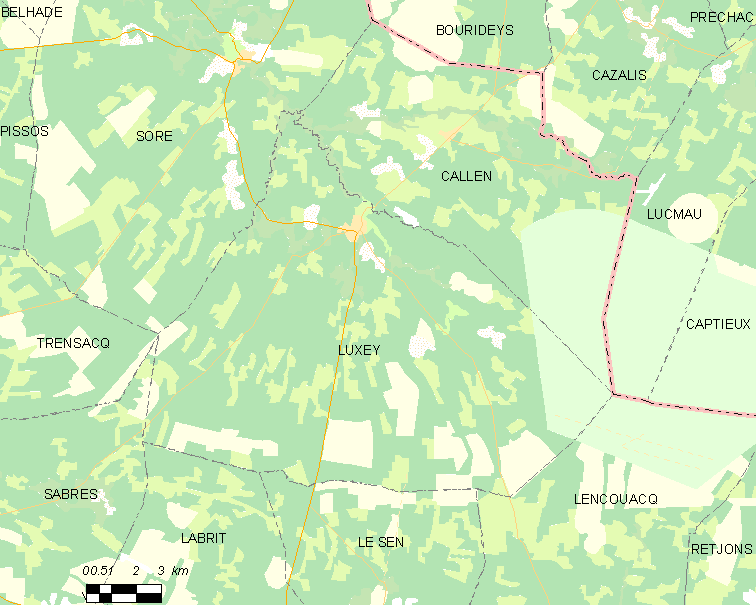
的OSM定位图

吕克塞的时区为UTC+01:00、UTC+02:00（夏令时）。

## 行政
吕克塞的邮政编码为40430，INSEE市镇编码为40167。

## 政治
吕克塞所属的省级选区为上朗德-阿马尼亚克县。

## 人口

1962-2008年间人口变化图示

吕克塞于2022年1月1日时的人口数量为653人。